# Hedwig Schobert

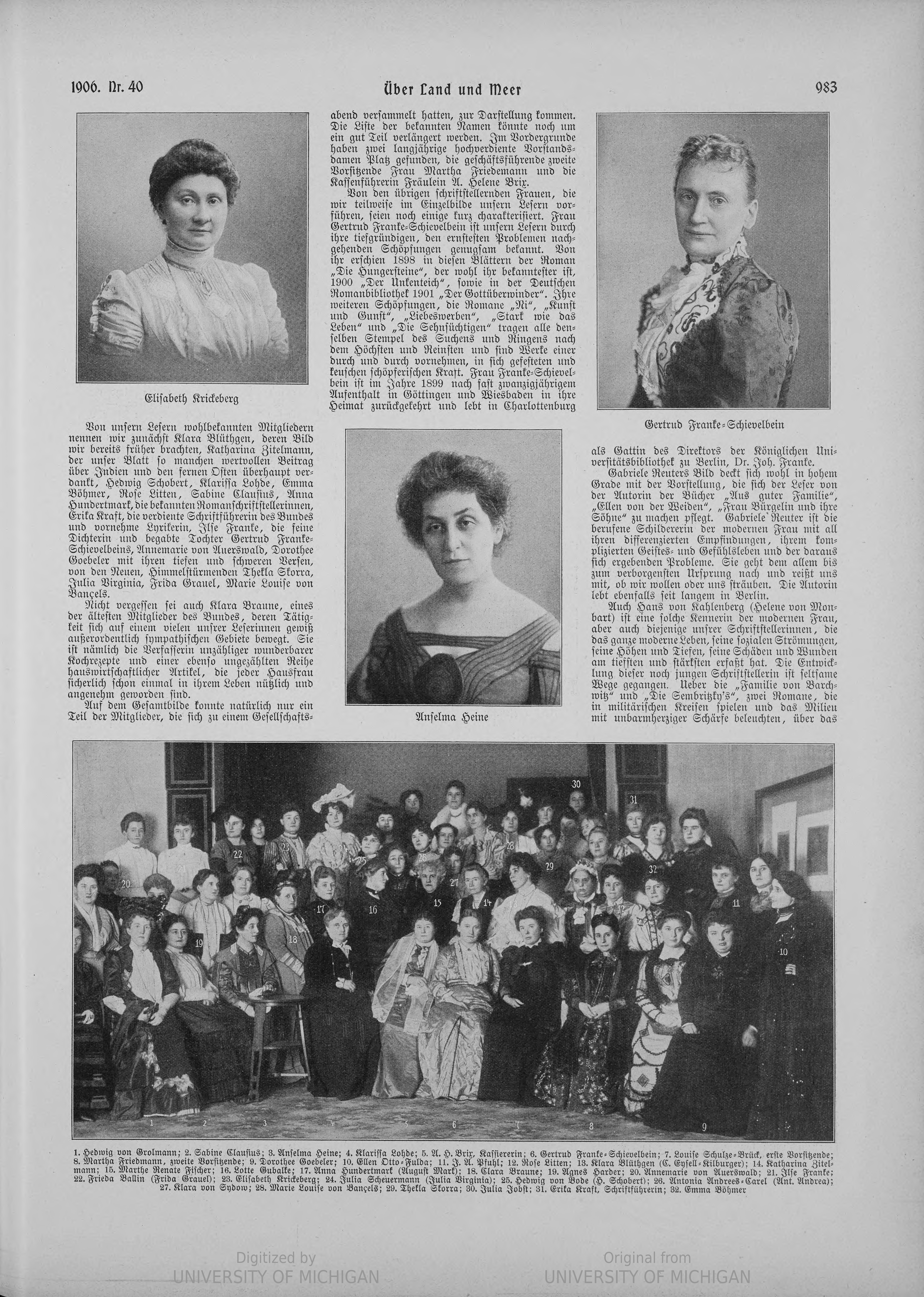
Mitglieder des Deutschen Schriftstellerinnen-Bundes 1906, auf dem großen Foto klein mit der Nummer 25: Hedwig Bode

Hedwig Schobert (Name nach der zweiten Eheschließung: Hedwig von Bode; * 19. April 1857 in Barnimskunow, Kreis Pyritz als Hedwig Harnisch; † 21. Januar 1919 in Berlin) war eine deutsche Schriftstellerin.

## Leben
Hedwig Harnisch war die Tochter eines Gutsbesitzers. Sie wuchs auf dem väterlichen Gut auf und unternahm früh erste literarische Versuche. Nach der Heirat mit dem bayerischen Premierleutnant Karl Schobert lebte sie als Hausfrau und Mutter in Bayreuth und München. 1881 wurde die Ehe geschieden, und Hedwig Schobert zog nach Berlin, wo sie ihre schriftstellerische Karriere begann. Ab 1900 war sie in zweiter Ehe mit Baron von Bode verheiratet. 
Hedwig Schobert war Verfasserin von in den 1880er und 1890er Jahren vielgelesenen Romanen und Erzählungen. Im 1. Jahrzehnt des 20. Jahrhunderts nahm ihre Popularität sehr ab.

## Werke

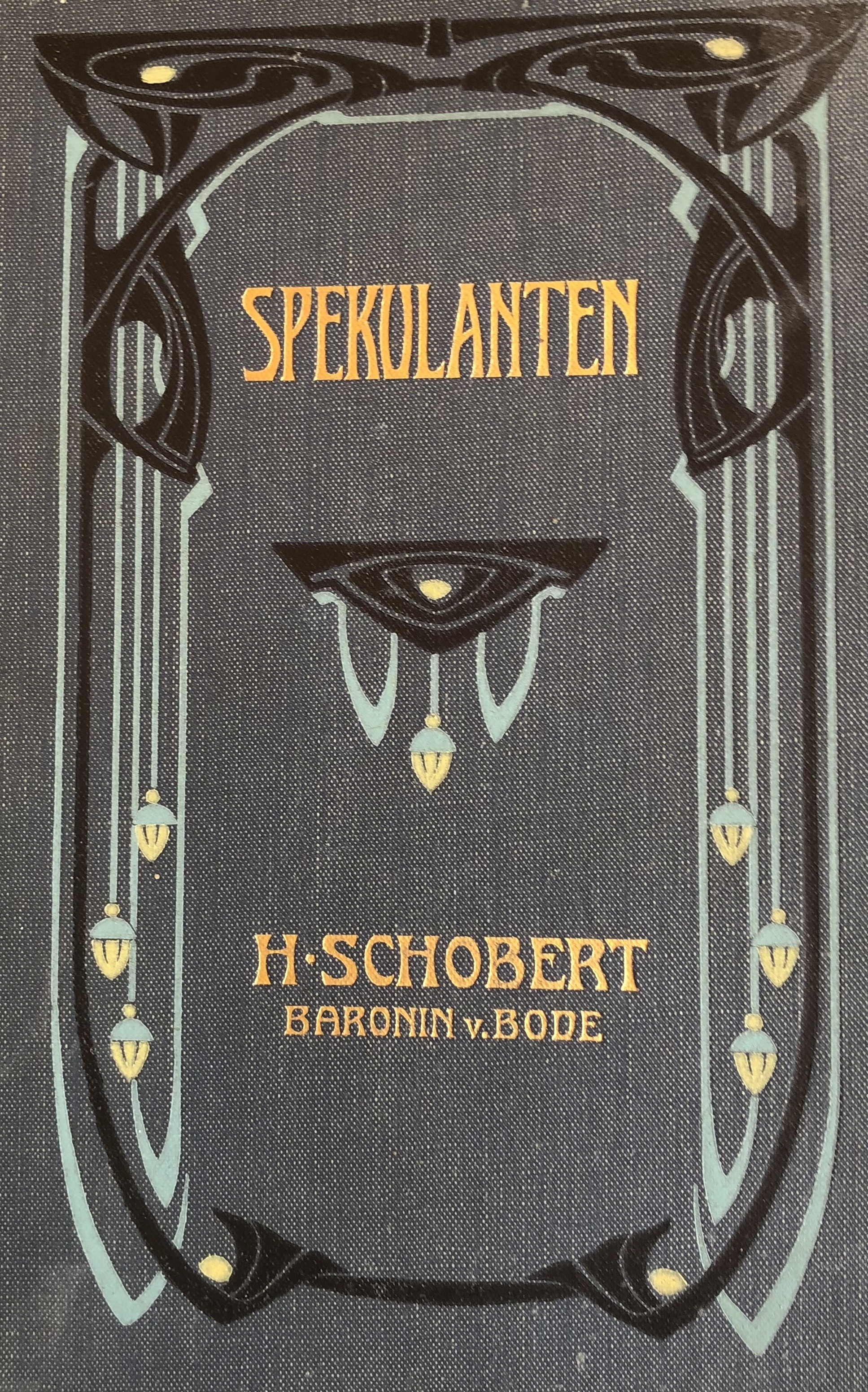
Spekulanten aus dem Jahr 1906

- Das Kind der Straße. Schorer, Berlin 1887.
- Fürstliches Blut. Schorer, Berlin 1888.
- Aschenbrödel. Roman. Schorer, Berlin 1889.
- Durch eigene Schuld. Roman. Janke, Berlin 1889.
- Einst. Eines Thoren Paradies. Zwei Erzählungen. Janke, Berlin 1889.
- Flecken auf der Ehre. Roman. Janke, Berlin 1889.
  - 1 (1889)
  - 2 (1889)
  - 3 (1889)
- Das Größeste auf Erden, Berlin 1889
- Kreuzdorn, Dresden
  - 1 (1889)
  - 2 (1889)
- Künstlergewissen, Berlin 1889
- Madame Diane, Berlin 1889
- Marquise Rose, Berlin 1889
- Künstlerblut, Berlin
  - 1 (1892)
  - 2 (1892)
  - 3 (1892)
- Auf der großen Landstraße, Berlin
  - 1 (1893)
  - 2 (1893)
  - 3 (1893)
- Moderne Ehen, Berlin
  - 1 (1895)
  - 2 (1895)
  - 3 (1895)
- Ulanenliebe, Berlin 1895
- Deklassiert, Berlin
  - 1 (1896)
  - 2 (1896)
  - 3 (1896)
- Art zu Art, Berlin
  - 1 (1897)
  - 2 (1897)
  - 3 (1897)
- Im Liebesspiel verloren, Berlin 1898
- Ein Opfer, Charlottenburg
  - 1 (1898)
  - 2 (1898)
- Eine verrufene Frau, Berlin
  - 1 (1898)
  - 2 (1898)
  - 3 (1898)
- Gemischte Gesellschaft, Berlin
  - 1 (1899)
  - 2 (1899)
  - 3 (1899)
- Die Brillanten der Herzogin, Berlin 1900
- Kinder der Geschiedenen, Berlin
  - 1 (1901)
  - 2 (1901)
  - 3 (1901)
- Eine Häßliche, Berlin
  - 1 (1902)
  - 2 (1902)
  - 3 (1902)
- Schwüle Stunden, Berlin 1904
- Tradition, Leipzig
  - 1 (1904)
  - 2 (1904)
- Arme Königin, Leipzig 1905
- Spekulanten, Leipzig 1906
- Durch eigene Schuld, Leipzig 1907
- Der Platz an der Sonne, Leipzig 1907
- Denn wir sind jung, Leipzig 1908
- Ich gehe meine Straße, Leipzig 1909
- Sein Eigentum, Berlin 1910
- Weil ich euch liebe, Leipzig 1911
- Der Meister der Hände, Berlin 1914
- Das einsame Grab, Dresden 1916
- Treibholz, Leipzig 1916
- Elys Irrtum, Chemnitz 1918
- Das Loch im Strumpf, Siegmar-Chemnitz 1918
- Einstmals, Chemnitz 1919
- Arme Hanna, Chemnitz 1920
- Zwischen den Stunden, Chemnitz 1920